# NGC 3434
NGC 3434 é uma galáxia espiral (Sb) localizada na direcção da constelação de Leo. Possui uma declinação de +03° 47' 31" e uma ascensão recta de 10 horas, 51 minutos e 58,0 segundos.
A galáxia NGC 3434 foi descoberta em 27 de Janeiro de 1786 por William Herschel.